# Heiko Herrmann
Heiko Herrmann (* 22. Februar 1953 in Schrobenhausen) ist ein deutscher Maler und Bildhauer. Er lebt und arbeitet in München und Pertolzhofen.

## Leben
Heiko Herrmann absolvierte von 1971 bis 1973 eine Glasmalerlehre in Neugablonz und wurde danach Schüler und Mitarbeiter im Atelier von Heimrad Prem. Von 1974 bis 1981 studierte er an der Akademie der Bildenden Künste München. Parallel dazu war er von 1976 bis 1981 Mitglied in der Künstlergruppe „Kollektiv Herzogstraße“. Arbeitsaufenthalte führten ihn zwischen 1983 und 2002 unter anderem nach Schweden zu Jørgen Nash, mit einem USA-Stipendium des Freistaates Bayern nach San Francisco sowie nach Vence, Cappanole (Italien), Marokko, Zypern und Mallorca.

## Werk
Heiko Herrmann vertritt eine oft starkfarbige, expressive Malerei, die aus der Tradition der Gruppen CoBrA und SPUR fußt. Der Künstler selbst schreibt in dem Text „Malen ist wie Stricken“: 

„Es geht mir nicht darum zu sagen, malen sei so leicht oder schwierig wie Stricken, sondern die Verfahrensweise hat Ähnlichkeit mit meiner Malerei. Es geht darum Rot und Grün, wie sie als Rohzustand in Tuben erhältlich sind, in einen Zusammenhang von Raum und Zeit, Figur und Grund, Positiv – und Negativform, Bewegung und Stillstand zu verstricken. Den Materialien der Malerei, von denen ich ausgehe, Leben ein zu flössen. Ähnlich wie man durch Reibung von Holz Feuer entfachen kann.“

Er entwickelte dies mit bemalten Terracotta-Figuren ins Dreidimensionale. Seine Skulpturen aus Holz sind ansonsten meist monochrom, und die Eisenguss-Plastiken haben die Patina des natürlichen Rosts. Für den Eisenguss in verlorener Form verwendet er Holz- und Styroporabfälle, die er zu neuen Formen, teils mit figurativen Anklängen, collagiert. Zu Herrmanns Arbeiten zählen auch Holzschnitte. Der Verein für Original-Radierung brachte 2006 sein zweifarbiges Werk „Maja“ als limitierte Sonderedition heraus.

## Preise und Stipendien
- 1982: Förderstipendium der Stadt München
- 1984: Stipendium der Prinzregent-Luitpold-Stiftung
- 1985: Staatlicher Förderpreis für Malerei Bayern
- 1995: Stipendium des Freistaates Bayern für die Cité Internationale des Arts Paris

## Gesellschaftliches und künstlerisches Engagement

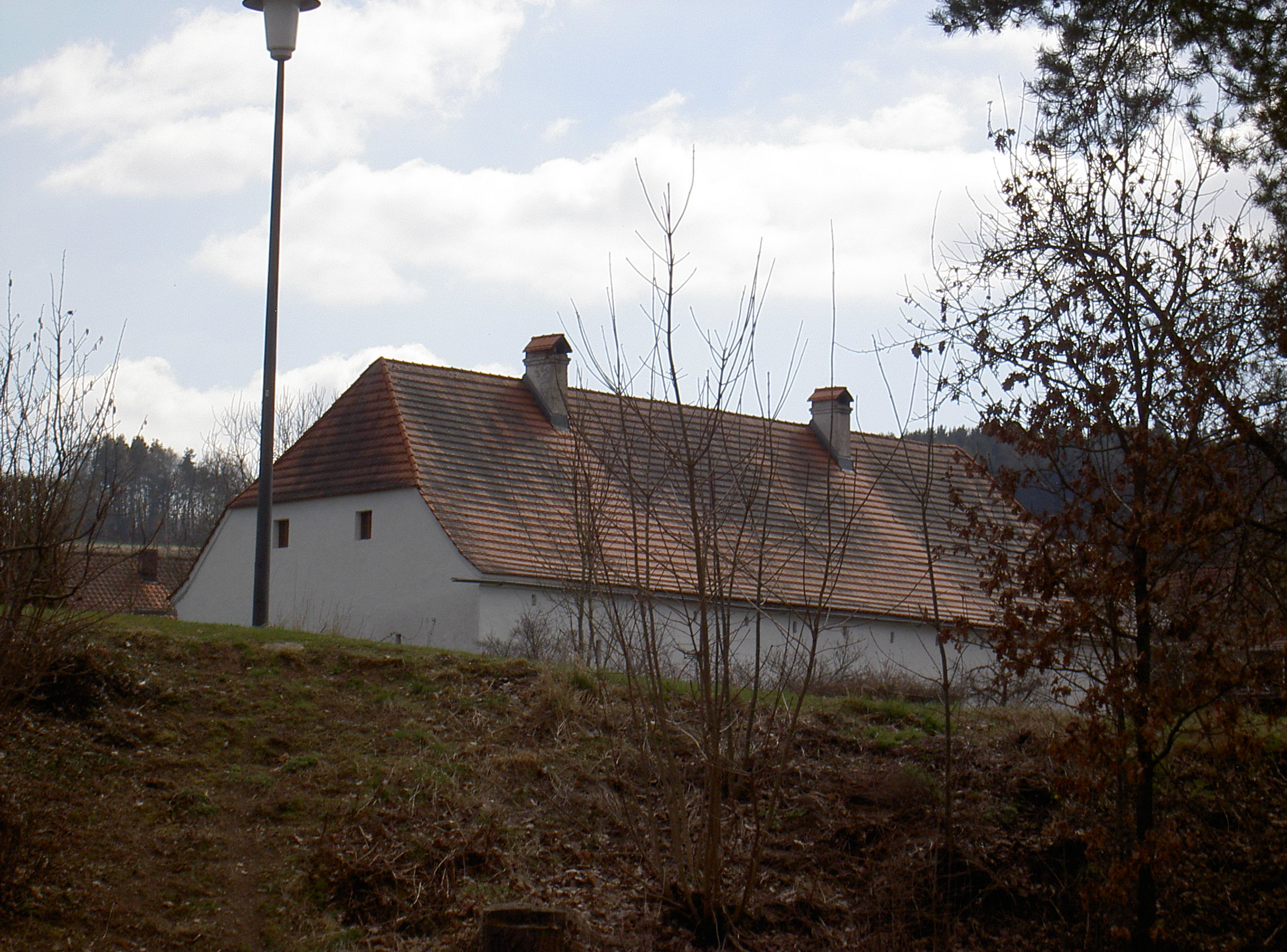
Zehentstadel Pertolzhofen, erbaut im 18. Jahrhundert, denkmalgeschützt, jetzt Atelier und Künstlerwerkstatt

### Pertolzhofener Kunstdingertage
Seit 1991 unterhält Herrmann ein Atelier in Pertolzhofen. Dort organisiert er seit 1993 die Pertolzhofener Kunstdingertage. Sie finden jedes Jahr Ende Juni bis Anfang Juli statt. Zeitgenössische Künstler aus ganz Europa kommen zusammen, stellen ihre Werke aus und führen jeden Abend durch die Ausstellung. Die Pertolzhofener Kunstdingertage enden mit einem großen Fest mit Musik, Darbietungen, Essen und Trinken und Lagerfeuer.
An den Pertolzhofener Kunstdingertagen nahmen neben Heiko Herrmann unter anderen folgende auch überregional bekannte Künstler teil: Max Bresele (1993), Rainer Braxmaier (1994, 1995, 1996, 1998), Axel Heil (1994, 1995, 1996, 1998, 1999), Friedemann Grieshaber (2002, 2003, 2004), Andreas Schmidt (2005), Nina Lola Bachhuber, Pomona Zipser (2014, 2015, 2017), Menno Fahl (2017), Franz Pröbster Kunzel (2017).

### Kunstverein Pertolzhofen
2004 gründete Herrmann den Kunstverein Pertolzhofen und wurde sein Vorsitzender. Der Kunstverein Pertolzhofen hat sich zum Ziel gesetzt, die Pertolzhofener Kunstdingertage zu unterstützen. Er hilft dabei, die Veranstaltungsprogramme und Projekte wie Künstlersymposium, Ausstellungen, Konzerte und Dichterlesungen zu organisieren und durchzuführen. Der Kunstverein Pertolzhofen gibt die Pertolzhofener Hefte heraus, in denen zeitgenössische Künstler vorgestellt werden. Außerdem unterstützt der Verein die Einrichtung und Organisation der Pertolzhofener Kunsthalle. Er stiftet zudem den Kunstpreis Pertolzhofen für zeitgenössische Künstlerinnen und Künstler.

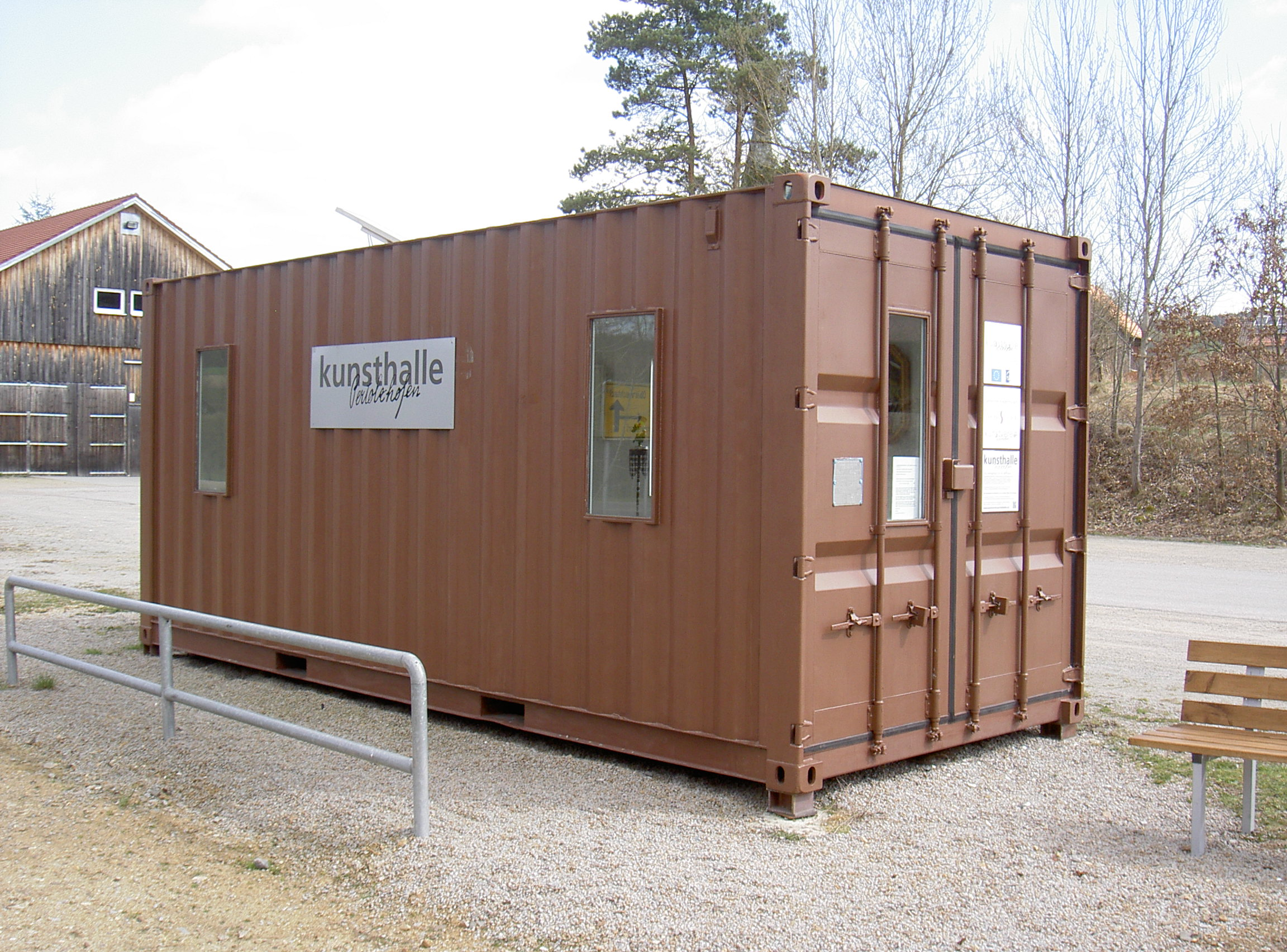
Pertolzhofener Kunsthalle, 2017

Der Kunstverein Pertolzhofen ist Mitglied der Arbeitsgemeinschaft Deutscher Kunstvereine und der Kulturkooperative KoOpf Oberpfalz. Unterstützung erfährt der Kunstverein Pertolzhofen auch durch den Künstler Wolfgang Herzer und den Kunstverein Weiden.

### Pertolzhofener Kunsthalle
2007 richtete Herrmann die Pertolzhofener Kunsthalle ein. Sie dient ihm und vielen anderen Künstlern seither als ständiger Ausstellungsraum. Durch ihre Lage am vielbefahrenen und begangenen bayerisch-böhmischen Freundschaftsradweg und die Tatsache, dass in ihr zu jeder Tages- und Nachtzeit die Besichtigung der Kunstwerke möglich ist, hat sie wahrscheinlich mehr Publikumsverkehr, als manch größeres Museum.
Die Pertolzhofener Kunsthalle ist ein Seecontainer mit mehreren Fenstern, durch die die jeweiligen Ausstellungen betrachtet werden können. Auf seinem Dach befindet sich eine Photovoltaikanlage, die die Beleuchtung rund um die Uhr sichert. Auf diese Art und Weise kann jeder Vorbeikommende die Ausstellung zu jeder Tages- und Nachtzeit betrachten, ohne dass dadurch Personal- oder Stromkosten entstehen. Die Kunsthalle steht am bayerisch-böhmischen Freundschaftsradweg. Sie wurde durch Förderungen der Europäischen Union, des Bayerischen Landwirtschaftsministeriums und LEADER+, der Firmen Iliotek-Solaranlagen und Stahlbau Seegerer und durch die Arbeit der Kunstvereinsmitglieder verwirklicht und am 26. Mai 2007 in Betrieb genommen.
In den Jahren 2009 und 2010 machte die Kunsthalle eine Tournee durch die deutschen Städte Karlsruhe, Regensburg, Schwandorf, Weiden in der Oberpfalz, Bayreuth, Bad Berneck und die tschechischen Ortschaften Klatovy, Burg Klenová, Wasserburg Burg Švihov und Chanovice.

### Pertolzhofener Skulpturenweg
2017 startete Herrmann entlang des bayerisch-böhmischen Freundschaftsradweges einen Skulpturenweg. Er wurde begonnen mit der Skulptur Kopf von Harald Björnsgard. 2021 kam die Skulptur Nepomuk von Heiko Herrmann hinzu.

## Ausstellungen (Auswahl)
- 2014: Städtische Galerie im Cordonhaus, Cham (Katalog)[21]
- 2016: Kunsthalle Schweinfurt (Katalog)
- 2018: Kunst- und Gewerbeverein Regensburg

## Kataloge (Auswahl)
- COBRA, SPUR, WIR, Geflecht, Kollektiv Herzogstrasse. Ausstellungskatalog. Galerie im Ganserhaus, Wasserburg am Inn 1983.
- Heiko Herrmann / Ottmar Bergmann. Galerie Rolf Ohse, Bremen 1985.
- Heiko Herrmann – Bilder und Papierarbeiten. Grafik-Verlag, Frankfurt am Main 1988, ISBN 978-3-9802488-0-8
- Heiko Herrmann. E. u. D. Schrade, Schloss Mochental bei Ehingen/Donau 1989.
- Ausstellungskatalog, 1995, Schwandorf, Mochental: Galerie und Verlag Schrade, ISBN 978-3-924922-30-6
- Heiko Herrmann. Malerei – Monotypien – Plastiken 1995–2000. Galerie Bernd Slutzky, Frankfurt am Main 2000.
- Heiko Herrmann, Gouachen und Plastiken 1977–2007. Grafik-Verlag, Frankfurt am Main 2007.
- Heiko Herrmann, Plastik II. Bernd Slutzky, Frankfurt am Main 2014, ISBN 978-3-9811900-6-9.

## Weitere Veröffentlichungen
- Schreiknoten: Monotypien / Heiko Herrmann Die aufgefundenen Papiere des Laurent Erstein, Galerie und Verlag Schrade Schloß Mochental, 2002, ISBN 978-3-924922-25-2
- Gelegenheits- und Überzeugungstäter, Karlsruhe: Edition Albert Beedi, 1997
- Heiko Herrmann: Malerei 1991-1995, 1995, ISBN 978-3924922306
- Herrmann, Heiko. Malerei 1976-1990, ISBN 978-3927869028